# Buracos negros na ficção

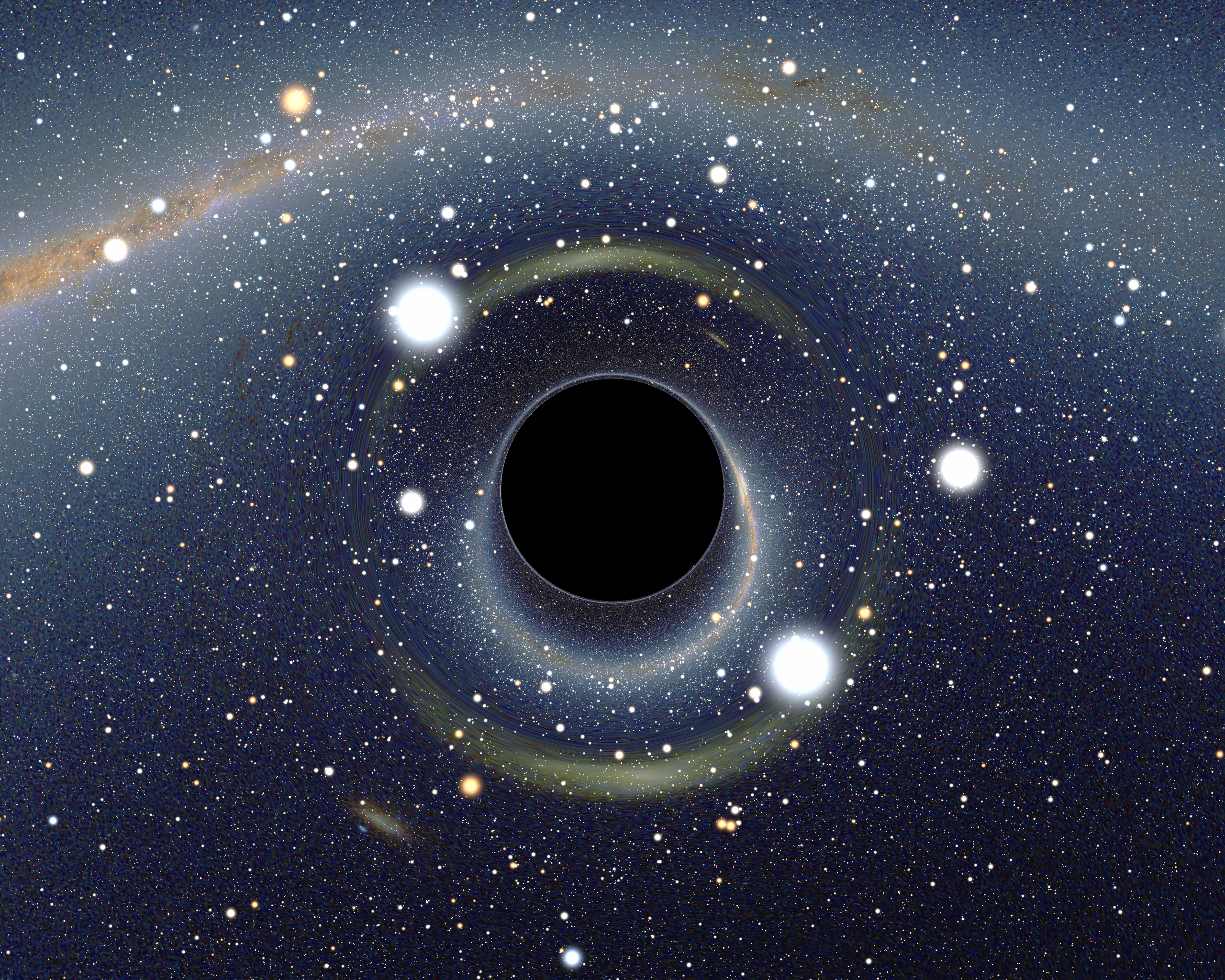
Vista simulada de um buraco negro (ao centro) à frente da Grande Nuvem de Magalhães. Note o efeito de lente gravitacional, que produz duas vistas ampliadas, porém distorcidas, da Nuvem. No alto, o disco da Via Láctea aparece distorcido em um arco.

O estudo de buracos negros, fontes gravitacionais tão maciças que nem mesmo a luz pode escapar delas, se estende até fins do século XVIII. Grandes avanços no entendimento desses corpos celestes foram feitos ao longo da primeira metade do século XX, com contribuições de vários renomados físicos matemáticos, apesar do termo buraco negro ter sido cunhado apenas em 1967. Com o desenvolvimento da relatividade geral, outras propriedades relacionadas a essas entidades passaram a ser compreendidas, e seus aspectos foram incluídos em diversos trabalhos de ficção bem conhecidos.

## Literatura

### Primeiros trabalhos
Muitos trabalhos de ficção usam ideias ou conceitos com aspectos similares à ideia de um buraco negro, precedendo a cunhagem do termo "Buraco negro" por Wheeler em 1967. Histórias de ficção científica escritas antes dessa data frequentemente retratam uma ou duas características dos buracos negros de forma precisa, mas demonstram uma visão ingênua deles como um todo.
- The Sword of Rhiannon (1950): uma novela escrita por Leigh Brackett, publicada originalmente como "The Sea-Kings of Mars" em Thrilling Wonder Stories (junho de 1949). Em uma tumba esquecida do antigo deus marciano Rhiannon, uma estranha singularidade transporta o herói para um passado fantástico do Planeta Vermelho.
- A Cidade e as Estrelas (1956): o primeiro livro (originalmente publicado como Against the Fall of Night) de Arthur C. Clarke, com a versão retrabalhada (Cidade) sendo amplamente considerada uma das histórias mais marcantes em avanços conceituais no gênero de ficção científica. Um Império galático uma vez glorioso foi quase destruído por uma inteligência incorpórea chamada Mente Louca. A Mente Louca não podia ser destruída, pois era imortal. Foi encurralada para a periferia da Galáxia e ali aprisionada segundo meios que não compreendemos. Sua prisão era uma estranha estrela artificial chamada o Sol Negro, e ainda hoje ela lá se encontra. O Sol Negro é muitas vezes interpretado como um buraco negro—o que foi confirmado na sequência Beyond the Fall of Night (1990), de Gregory Benford.
- Creatures of Light and Darkness (1969): um livro escrito por Roger Zelazny. Nesta história de ficção científica e folclore do Antigo Egito, reconhecida por sua trama complexa e teor mítico, o deus Thoth tem governado o Universo, mas agora deve dedicar o que resta de seu poder para conter seu arqui-inimigo, a entidade conhecida como Thing That Cries In The Night (em tradução livre, "A Coisa que Chora Na Noite"). Typhon, irmão de Thoth, contém em si algo parecido com um buraco negro, chamado "Skagganauk Abyss", e descrito como (em tradução livre): algumas vezes chamado de abismo no céu, o lugar onde é dito que todas as coisas param e nada exite ... vazio de espaço, também. É um buraco sem fundo que não é um buraco, é uma lacuna no próprio tecido do espaço ... É a grande saída que leva a lugar nenhum, sob, sobre, além, para fora de tudo.[1]

#### Buracos Negros como Buracos de Minhoca
Muitas das primeiras histórias sobre buracos negros incorporam o conceito de que um buraco negro pode conter um buraco de minhoca (conhecido anteriormente como uma "ponte Einstein-Rosen") que pode ser usado como transporte; um conceito que já foi considerado plausível, mas que não é mais geralmente aceito. Mais sobre buracos de minhoca pode ser visto no artigo sobre buracos de minhoca na ficção.

## Filme
- O Buraco Negro (1979), um filme de ficção científica apresentando uma espaçonave abandonada próxima a um buraco negro.
- Em O Enigma do Horizonte (1997), uma espaçonave é construída para viajar mais rápido que a luz até Alpha Centauri utilizando-se de uma máquina que cria um buraco negro artificialmente. A nave é acidentalmente transportada para outra dimensão e reaparece misteriosamente sete anos depois, é encontrada abandonada orbitando Netuno e toda a tripulação se encontra desaparecida. Uma equipe de resgate descobre que o buraco negro transportou a espaçonave através de uma dimensão aparentando ser o próprio Inferno, que fez a tripulação enlouquecer e massacrar a si mesma, e trouxe a nave de volta com uma inteligência malévola atrelada a ela.
- Planeta do Tesouro (2002), a adaptação animada da Disney de A Ilha do Tesouro, a espaçonave RLS Legacy encontra um buraco negro, onde um membro cruel da tripulação chamado Scroop corta a corda salva-vidas do Imediato Sr. Arrow, que é puxado para a morte no buraco negro.
- Zathura (2005): nesta sequência espiritual de Jumanji (1995) é revelado que Zathura é um buraco negro gigante.
- Star Trek (2009), "matéria vermelha" é utilizada por Spock para criar um buraco negro artificial com o objetivo de absorver uma supernova, e mais tarde por Nero para destruir Vulcano. Cruzar o recém criado buraco negro faz os personagens viajarem no tempo e mudarem o passado.
- Maximum Shame (2010), um buraco negro está a caminho de engolir a Terra, e um casal escapa para um universo paralelo.
- Em Interestelar (2014), um buraco de minhoca leva a um buraco negro supermaciço chamado Gargantua, localizado a 10 bilhões de anos-luz da Terra e orbitado por vários planetas. Sua massa é equivalente a 100 milhões de vezes a massa do Sol, e rotaciona em uma velocidade 99,8% da velocidade da luz. Em um dos planetas, chamado Miller, uma hora equivale a sete anos na Terra, devido à drástica dilatação do tempo, induzida pela proximidade com Gargantua.

## Televisão
- No universo de Jornada nas Estrelas, os Romulanos são conhecidos por utilizar buracos negros artificiais (chamados de "singularidades quânticas artificiais") como uma fonte de energia. Em pelo menos dois episódios, falhas causaram "anomalias temporais".
- Várias aventuras na série de televisão inglesa Doctor Who apresentam buracos negros ou situações relacionadas a eles. Em especial "Os Três Doutores", "The Horns of Nimon", "O Planeta Impossível", "O Abismo do Demônio", "Mundo e Tempo Suficientes" e "A Queda do Doutor". Além disso, o Olho da Harmonia é um buraco negro utilizado pelos Senhores do Tempo como uma fonte de energia para suas máquinas do tempo "TARDIS". Como explicado em "The Deadly Assassin", ele é mantido embaixo do Panopticon, o salão do governo na Citadela, e, na série original, é a ligação entre as TARDIS. No episódio "Jornada ao Centro da TARDIS" da nova série, há uma sala de força onde é exibida a estrela que colapsou para a formação do buraco negro.

## Vídeo games
- Nos jogos Super Mario Galaxy e Super Mario Galaxy 2, buracos negros são o equivalente dos abismos, nos quais se o Mario (ou Luigi) cair de uma beirada onde houver um buraco negro abaixo, ele cairá girando nele, perdendo uma vida. No final do primeiro jogo, quando Mario derrota o Bowser, a galáxia dele colapsa em um buraco negro supermaciço e começa a consumir o universo. Apenas os Lumas foram capazes de neutralizar o buraco negro.
- Em Mass Effect 2, a base principal dos Collectors fica nos limites do horizonte de eventos do buraco negro supermaciço que fica no centro da Via Láctea. A habilidade biótica Singularity, utilizada no jogo, cria um buraco negro em miniatura que desestabiliza os inimigos e dá danos.
- Em "No Man's Sky", algumas galáxias contêm buracos negros, através dos quais os jogadores podem pilotar suas naves e assim viajar vastas distâncias para outras galáxias.